# Nuovi giorni di settembre
Nuovi giorni di settembre è un album di Pippo Pollina pubblicato nel 1991 da Zytglogge in formato CD.

## Il disco
I testi e le musiche del disco sono di Pippo Pollina, gli arrangiamenti e la produzione artistica di Stefano Neri. Il disco è stato registrato e mixato da Martin Pearson negli studi DRS Zurigo e IDG Music Ltd. Baar nell'agosto 1991.

## Tracce
1. Preludio del dormiente (2'13)
2. Nuovi giorni di settembre (4'58)
3. Madre (4'46)
4. Trotzdem ça va (5'47)
5. Amica mia (4'09)
6. Quando la luna costava dieci lire (3'49)
7. Al crepuscolo (4'46)
8. Io lei e Pietro (4'08)
9. Dopo il concerto (6'21)
10. Camminando (5'04) registrazione live Folkfestival Dranouter (B) agosto 1988

## Musicisti
- Pippo Pollina: chitarre classiche e acustiche, canto
- Linard Bardill: canto in Camminando
- Roger Blavia: percussioni
- Efisio Contini: voci
- Tamara De Vito: canto, voce recitante
- Thomas Fessler: chitarre elettriche e acustiche, voci
- Gianco Fucito: batteria
- Bob Gault: canto in Dopo il concerto
- Stefano Neri: basso, programmazione syntetiser
- Sandra Olajide: canto in Trotzdem ça va
- Alfredo Palacios: chitarra flamenco
- Christoph Stiefel: piano acustico
- Piero Contu: armonica a bocca, voci
- Christian Ostermeier: sassofono
- Mike Maurer: tromba in Nuovi giorni di settembre